# Ring 10
Der Ring 10 im Volksmund "De Singel" (deutsch: „Der Singel“) ist der innere Stadtring von Antwerpen. Er hat eine Gesamtlänge von 10 Kilometern und ist von seinem Beginn am Scheldekai bis zum Ende an der N 118 der Noorderlaan, durchgängig mit 2 × 2 Fahrstreifen ausgebaut. Anders als der Ring 1, zu dem dieser größtenteils parallel verläuft, ist der R10 nicht kreuzungsfrei ausgebaut und kreuzt somit alle großen Einfallstraßen Antwerpens. 